# Chainama Hills Golf Club
De Chainama Hills Golf Club is een golfclub in Lusaka, Zambia, die opgericht werd in 1995. De club beschikt over een 18-holes golfbaan met een par van 72 en het parcours is voor de heren 7034 m lang. In 2008 werd op de golfbaan voor de eerste keer het Zambia Open, een golftoernooi die deel uitmaakt van de Sunshine Tour georganiseerd.

## Golftoernooien
- Zambia Open: 2008